# Nukleasen
Nukleasen (auch nukleolytische Enzyme genannt) sind eine Gruppe von Enzymen, deren hauptsächliche Funktion im partiellen oder vollständigen Abbau von Nukleinsäuren besteht.

## Einteilungskriterien
Es gibt verschiedene Eigenschaften von Nukleasen, die mitunter als Kriterien ihrer Einteilung dienen:
- Art der vorrangig verdauten Nukleinsäureart: RNA (Ribonukleasen, kurz RNasen), DNA (Desoxyribonukleasen, kurz DNasen).
- Art der Sekundärstruktur des Substrates: Einzelstränge, Doppelstränge, Einzelstränge und Doppelstränge.
- Art des Verdaus: Abbau vom Ende her (Exonukleasen), interner Schnitt (Endonukleasen), externer Abbau und interne Schnitte.
- Angriffsort im Zucker-Phosphat-Gerüst: zwischen Phosphat und 5'-Ort der (Desoxy-)Ribose, zwischen Phosphat und 3'-Ort der (Desoxy-)Ribose.
- Rolle einer bestimmten Basenfolge: sequenzspezifisch, sequenzunspezifisch.
- Herkunft: natürlich vorkommende Nukleasen, rekombinante Nukleasen (gentechnisch hergestellt).

Zumeist werden Nukleasen nach ihrer Herkunft benannt. Dazu werden die natürlich vorkommenden Nukleasen häufig nach der Art des Organismus, aus dem sie stammen, benannt und in der Reihenfolge ihrer Isolation und Charakterisierung nummeriert. So ist EcoRI die I. Restriktionsendonuklease aus dem Bakterienstamm „Escherichia coli R“.
Die Einteilung nach verschiedenen Kriterien erhebt keinen Anspruch auf Vollständigkeit, da feinere Einteilungen existieren und viele Nukleasen keine eindeutig zuordenbaren Eigenschaften besitzen. Eine feinere Einteilung trifft z. B. auf die Exonukleasen zu, die sich an der Richtung des Verdaus orientiert und für Endonukleasen keine Relevanz besitzt (5'-3'- und 3'-5'-Exonukleasen). Die sequenzspezifischen Doppelstrang-Restriktionsendonukleasen (auch Restriktionsenzyme genannt) werden wiederum je nach der Beziehung zwischen Binde- und Schnittstellen in die Typen I bis IV eingeteilt.

## Systematik
Nach dem Enzymklassifikationssystem des Nomenklaturkomitees der Internationalen Vereinigung für Biochemie und Molekularbiologie (NC-IUBMB) sind die allermeisten Nukleasen Hydrolasen (EC 3), die an Esterbindungen wirken (EC 3.1). Die Esterasen, welche Nukleinsäuren verdauen, werden dort in den Gruppen EC 3.1.11 bis EC 3.1.31 zusammengefasst.